# Dorothea Tscheschner

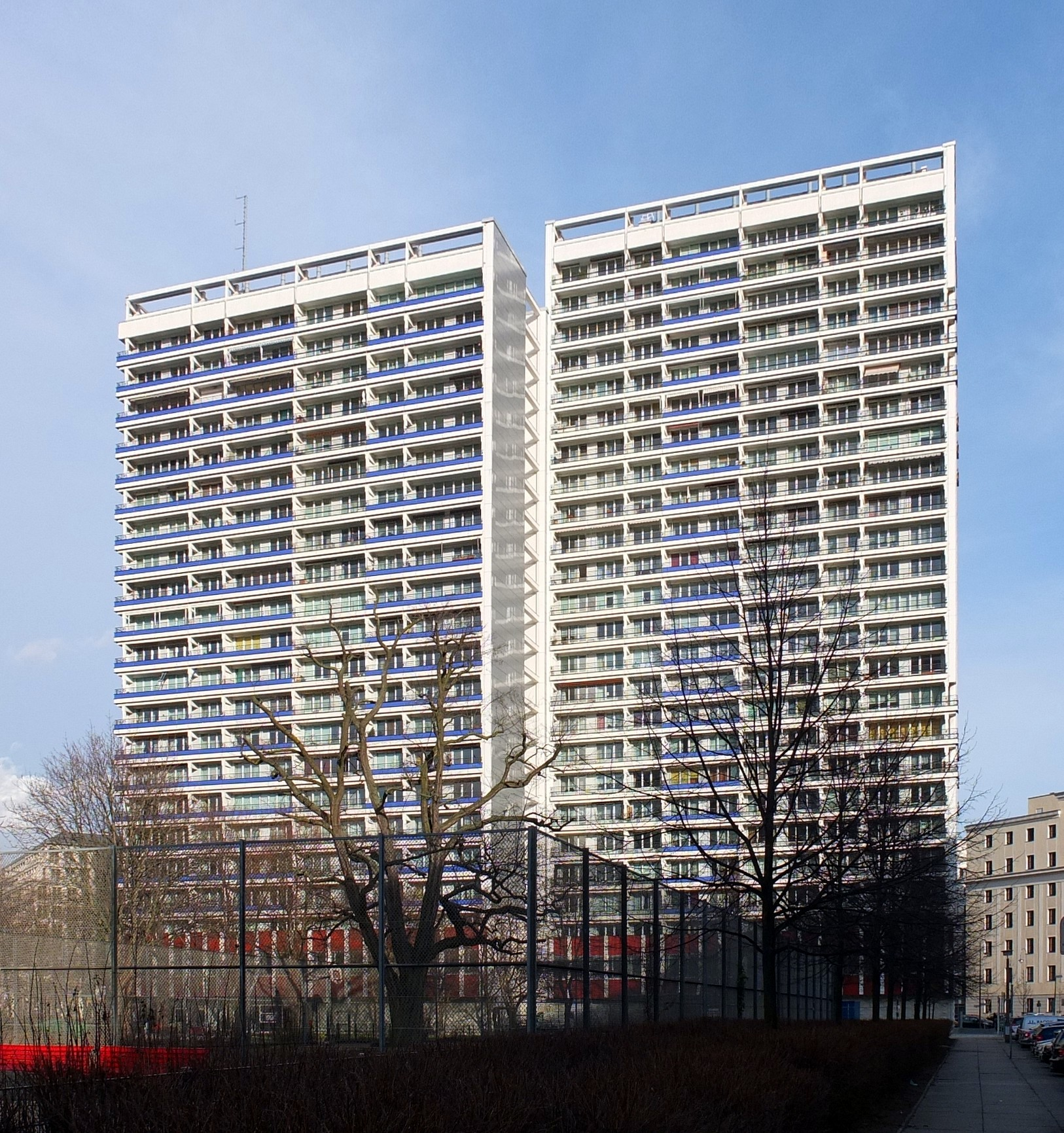
Joachim Näther, Peter Schweizer, Dorothea Tscheschner, Dieter Schulze und Werner Straßenmeier
Doppelhochhaus Typ SK 65, gehört zum Komplex Leipziger Straße

Dorothea Tscheschner (* 27. Dezember 1928 in Brieg, Landkreis Brieg, Provinz Niederschlesien; † 23. April 2024 in Dresden) war eine deutsche Autorin, Architektin und Stadtplanerin, die eng mit der Neugestaltung des Ost-Berliner Stadtzentrums verbunden war.

## Leben und Ausbildung
Sie kam als Tochter des Architekten Walter Tscheschner (1883–1974) zur Welt, der bis 1933 Stadtbaurat in Brieg war. Ihr Bruder war Walter Joachim Veit Tscheschner (1927–2004, Professor für Informationstechnik und Kommunikation in Dresden). Von 1935 bis 1938 besuchte sie dort die Volksschule und anschließend von 1938 bis 1944 die Oberschule Brieg.
In den Jahren 1944 und 1945 wurde sie zum Panzergrabenbau für die Wehrmacht herangezogen. Danach geriet sie von 1946 bis 1947 in polnische und sowjetische Zwangsarbeiterlager und floh mit ihren Eltern nach Chemnitz. Anschließend lebte sie bis 1948 im Flüchtlingslager Hoyerswerda und Chemnitz.
Von 1948 bis 1949 machte sie eine Ausbildung zur Bau- und Möbeltischlerin, die ihr das Studium von 1949 bis 1952 an der Technischen Akademie Chemnitz ermöglichte (heute Technische Universität Chemnitz) sowie an der neu gegründeten Baufachschule Görlitz, an der sie die erste Frau im Studiengang Ingenieur für Architektur war.
Der Studienabschluss ermöglichte die Aufnahme an der Hochschule für Architektur und Bauwesen Weimar (HAB heute Bauhaus-Universität Weimar). Ihr Studium von 1952 bis 1956 schloss sie als Dipl.-Ing. für Architektur ab.

## Schaffen
Im Anschluss an das Studium machte Tscheschner 1956 erste Erfahrungen in Bereich Stadtplanung als Architektin im Entwurfsbüro für Hochbau der Stadt Gera mit Planungen für das zerstörte Zentrum. Von 1957 bis 1959 war sie wissenschaftliche Mitarbeiterin bei Georg Funk am Lehrstuhl für Städtebau der TU Dresden. Hier gewann sie 1958 den 1. Preis beim Wettbewerb für den Wiederaufbau von Magdeburg-Nord (im Kollektiv Georg Funk).
Bei verschiedenen Wettbewerben lernte sie den stellvertretenden Chefarchitekten Berlins Erhardt Gißke kennen, der sie 1958 nach Ost-Berlin holte. Hier war sie von 1959 bis 1974 Mitarbeiterin im Städtebaukollektiv der Abteilung Städtebau und Architektur des Magistrats von Berlin unter der Leitung von Erhardt Gißke. Hier war sie unter der Leitung von Joachim Näther zusammen mit Peter Schweizer an Entwürfen der Neugestaltung des Ost-Berliner Stadtzentrums am städtebaulichen Rahmenplan des Stadtbauamtes in mehreren Projekten beteiligt:
- Projekt Städtebauliche Konzeption Unter den Linden Berlin
- Projekt Städtebauliche Konzeption Marx-Engels-Platz Berlin
- Projekt Städtebauliche Konzeption Alexanderplatz Berlin
- Projekt Städtebauliche Konzeption Leipziger Straße Berlin

Sie nahm neben ihrer Tätigkeit im Stadtbauamt auch an diversen Wettbewerben teil:
- 1958 Wettbewerb Magdeburg-Nord, im Kollektiv Georg Funk, 1. Preis
- 1962 Wettbewerb Thälmann-Platz Halle (Saale), mit Peter Schweizer
- 1963 Wettbewerb Stadtzentrum Sofia, im Kollektiv Peter Schweizer
- 1964 Aufforderungswettbewerb Alexanderplatz, 1. Preis
- 1967 Aufforderungswettbewerb Leninplatz, (Leitung Hermann Henselmann), 1. Preis

1971 wurde sie mit der Arbeit Entwicklungstendenzen der Zentrumsstruktur innerhalb der Herausbildung einer sozialistischen Stadtgestalt : dargestellt am Beispiel von Berlin, der Hauptstadt der Deutschen Demokratischen Republik zum Dr.-Ingenieur an der HAB Weimar promoviert.
Von 1974 bis 1990 war sie Mitarbeiterin im Bezirksbauamt Berlin mit Schwerpunkt für die Entwicklung von Typengebäuden für Wohngebiete. Nach ihrer Pensionierung 1990 arbeitete sie als Bauschätzerin für die Feuersozietät Berlin und erstellte Gutachten zur Bauschätzung für den Berliner Dom, das Brandenburger Tor und die Charitékliniken. Außerdem arbeitete sie als freischaffende Bauhistorikerin und Publizistin zum Thema Architektur.
Sie war von 1961 bis 1990 korrespondierendes Mitglied der Bauakademie der DDR.

## Auszeichnungen
- 1961 Goethe-Preis der Stadt Berlin 1. Klasse zusammen mit Hans Gericke und Peter Schweizer für die Berliner Zentrumsplanung.[7]

## Veröffentlichungen
- Die Kongreßhalle in Bad Orb / Spessart. In: Dt. Architektur (1956)
- Dorothe Tscheschner: Hauptstadt Berlin; Internationaler städtebaulicher Wettbewerb 1957/58; Berlin 1989
- Der Wiederaufbau des historischen Zentrums in Ost-Berlin. In: Berlinische Galerie. (Hrsg.) Hauptstadt Berlin, Internationaler städtebaulicher Wettbewerb 1957/58; Berlin 1990, S. 217–248
- Helmut Engel/Wolfgang Ribbe (Hrsg.): Hauptstadt Berlin – wohin mit der Mitte? Historische, städtebauliche und architektonische Wurzeln des Stadtzentrums. Akademie Verlag, Berlin 1993, ISBN 978-3-05-002403-5, Der Ideenwettbewerb zur sozialistischen Umgestaltung des Zentrums der DDR. (Publikationen der Historischen Kommission zu Berlin).
- Dorothea Tscheschner: Das abgerissene Aussenministerium der DDR in Berlin-Mitte. Planungs- und Baugeschichte. Hrsg.: DSK Deutsche Stadt- und Grundstücksentwicklungsgesellschaft mbH als Entwicklungsträger und Treuhänder des Landes Berlin, Büro Berlin. Im Auftr. der Senatsverwaltung für Bauen, Wohnen und Verkehr, Hauptstadtreferat. Kulturbuch, Berlin 2000, ISBN 978-3-88961-027-0.
- Thorsten Scheer, Josef P. Kleihues, Paul Kahlfeldt: Berlin – Stadt der Architektur. Architektur der Stadt. Berlin 1900 – 2000. Nicolai, Berlin 2000, ISBN 978-3-87584-017-9, Die sechzehn Grundlagen des Städtebaus.
- Das Stadthaus – Instandsetzung, Umbauten u. Umnutzung 1945 – 90. In: Schäche, W.: Das Stadthaus. Berlin 2001.
- Dorothea Tscheschner: Eine schlesische Perle. Brieg Bauten erzählen. D. Tscheschner, Berlin 2004, ISBN 978-3-928905-40-4.